# Liste der Biografien/Bernd
Liste der Biografien |
Portal Biografien |
Personensuche
# |
A |
B |
C |
D |
E |
F |
G |
H |
I |
J |
K |
L |
M |
N |
O |
P |
Q |
R |
S |
T |
U |
V |
W |
X |
Y |
Z |
?
 
Ba |
Be |
Bd |
Bg |
Bh |
Bi |
Bj |
Bl |
Bm |
Bn |
Bo |
Br |
Bs |
Bu |
Bw |
By |
Bz
 
Bea–Beb |
Bec |
Bed |
Bee |
Bef |
Beg |
Beh |
Bei |
Bej |
Bek |
Bel |
Bem |
Ben |
Beo |
Bep |
Beq |
Ber |
Bes |
Bet |
Beu |
Bev |
Bew |
Bex |
Bey |
Bez
 
Bera |
Berb |
Berc |
Berd |
Bere |
Berf |
Berg |
Berh |
Beri |
Berj |
Berk |
Berl |
Berm |
Bern |
Bero |
Berq |
Berr |
Bers |
Bert |
Beru |
Berv |
Berw |
Berx |
Bery |
Berz
 
Berna |
Bernb |
Bernd |
Berne |
Bernf |
Berng |
Bernh |
Berni |
Bernk |
Bernl |
Bernn |
Berno |
Bernp |
Bernr |
Berns |
Bernt |
Bernu |
Bernw |
Berny |
Bernz
Die Liste der Biografien führt alle Personen auf, die in der deutschsprachigen Wikipedia einen Artikel haben. Dieses ist eine Teilliste mit 120 Einträgen von Personen, deren Namen mit den Buchstaben „Bernd“ beginnt.

## Bernd
- Bernd der Ritter (1943–2014), deutscher Sänger, Komponist und Liederschreiber
- Bernd von der Borch, Landmeister des Deutschen Ordens in Livland (1471–1483)
- Bernd, Adam (1676–1748), evangelischer Pfarrer
- Bernd, Christian Samuel Theodor (1775–1854), deutscher Sprachwissenschaftler, Diplomatiker, Spgragister und Heraldiker
- Bernd, Georg (1906–1944), deutscher römisch-katholischer Geistlicher, Steyler Missionar und Märtyrer
- Bernd, Gustav Adolf (1869–1942), deutscher Bildhauer und Steinmetz
- Bernd, Rolf (* 1943), deutscher Generalmajor der Bundeswehr

### Bernda
- Berndal, Karl Gustav (1830–1885), deutscher Theaterschauspieler
- Berndaner, Ignaz (* 1954), deutscher EishockeyspielerIgnaz Berndaner (* 1954)

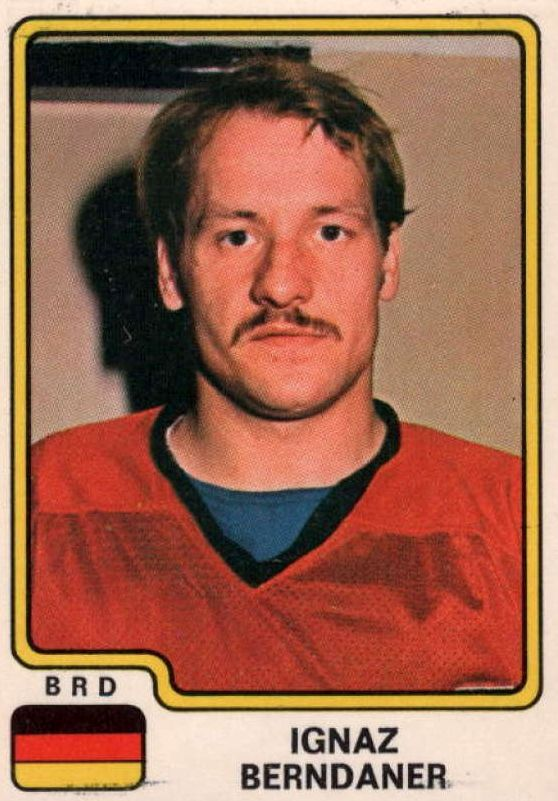
Ignaz Berndaner (* 1954)

### Bernde
- Berndes, Hermann (1889–1945), deutscher Offizier und Volkssturmkommandant
- Berndes, Johannes, Pastor
- Berndes, Johannes († 1596), deutscher Pastor und Propst im Sundewitt

### Berndl
- Berndl, Christa (1932–2017), deutsche Schauspielerin
- Berndl, Emma (1877–1934), österreichische Theater- und Stummfilmschauspielerin
- Berndl, Florian (1856–1934), österreichischer Naturheilkundler
- Berndl, Heinrich (1887–1973), deutscher Kommunalpolitiker, Oberbürgermeister der Stadt Memmingen
- Berndl, Karl (1840–1895), österreichischer Theaterschauspieler
- Berndl, Richard (1875–1955), deutscher Architekt und Kunstgewerbler

### Berndo
- Berndorf, Jacques (1936–2022), deutscher Krimi-Schriftsteller und JournalistJacques Berndorf (1936–2022)

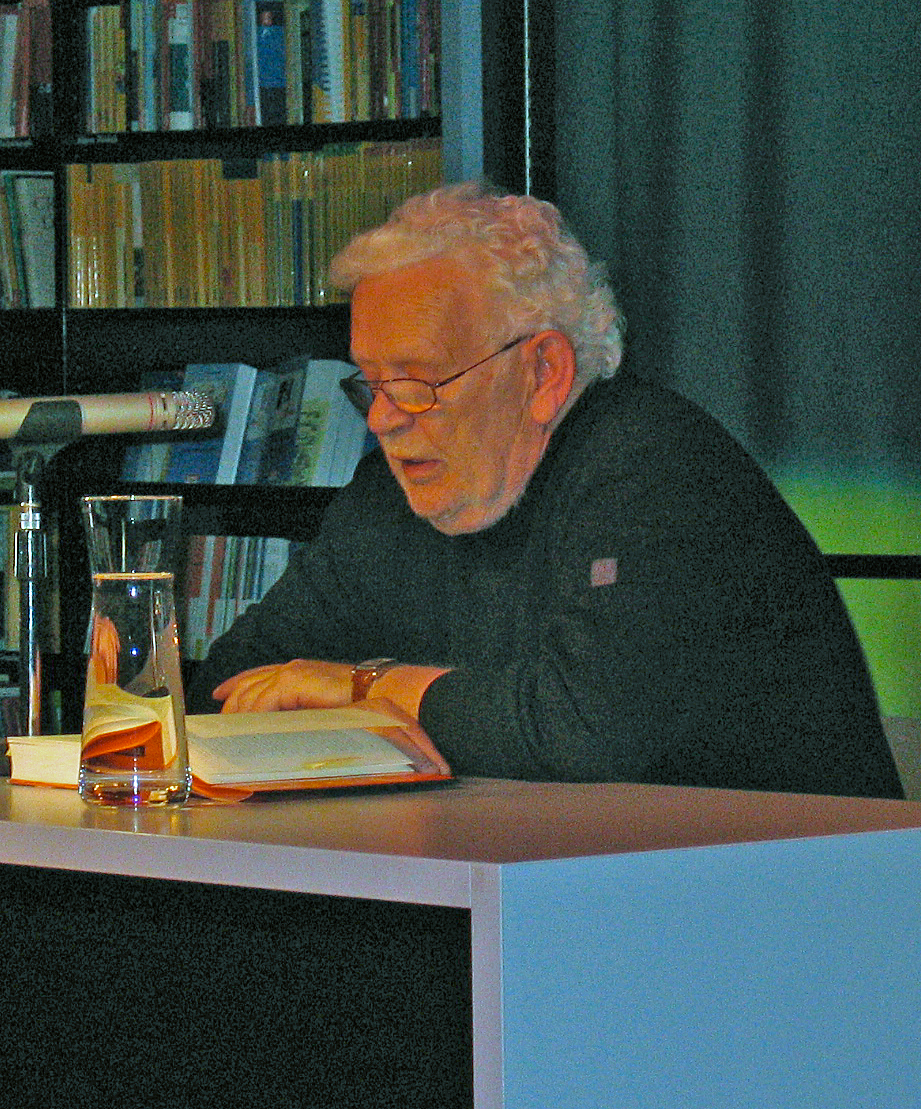
Jacques Berndorf (1936–2022)

- Berndorfer, Stefanie (* 1987), deutsche Stabhochspringerin
- Berndorff, Clemens (* 1982), österreichischer Schauspieler
- Berndorff, Elvira († 2018), deutsches Model, Schauspielerin, Fotografin und Malerin
- Berndorff, Emil (1892–1977), deutscher Polizeibeamter und SS-Führer
- Berndorff, Hans Rudolf (1895–1963), deutscher Journalist und Schriftsteller
- Berndorff, Max (1878–1948), deutscher Beigeordneter in Köln

### Berndr
- Berndroth, Ramon (* 1952), deutscher Fußballspieler und -trainer

### Bernds
- Bernds, Edward (1905–2000), US-amerikanischer Regisseur, Drehbuchautor und Tontechniker
- Bernds, Heinrich (* 1901), deutscher reformierter Geistlicher
- Berndsen-Jansen, Magda (* 1950), niederländische Politikerin und Polizeichefin

### Berndt
- Berndt, Albert Ferdinand Heinrich (1820–1879), deutscher Richter und Parlamentarier
- Berndt, Alfred-Ingemar (* 1905), deutscher Journalist und Pressechef der Reichsregierung in der Zeit des Nationalsozialismus
- Berndt, Ambrosius († 1542), deutscher Philologe und evangelischer Theologe
- Berndt, Annette (* 1956), deutsche Basketballspielerin
- Berndt, Bernhard († 1527), Kaufmann und Ratsherr
- Berndt, Bruce (* 1939), US-amerikanischer Mathematiker
- Berndt, Catherine Helen (1918–1994), australische Ethnologin der Aborigines
- Berndt, Christian (* 1935), deutscher Industriedesigner
- Berndt, Christian (* 1969), deutscher Geophysiker und Hochschullehrer
- Berndt, Christina (* 1969), deutsche Wissenschaftsjournalistin
- Berndt, Cisco (1942–2014), deutscher MusikerCisco Berndt (1942–2014)

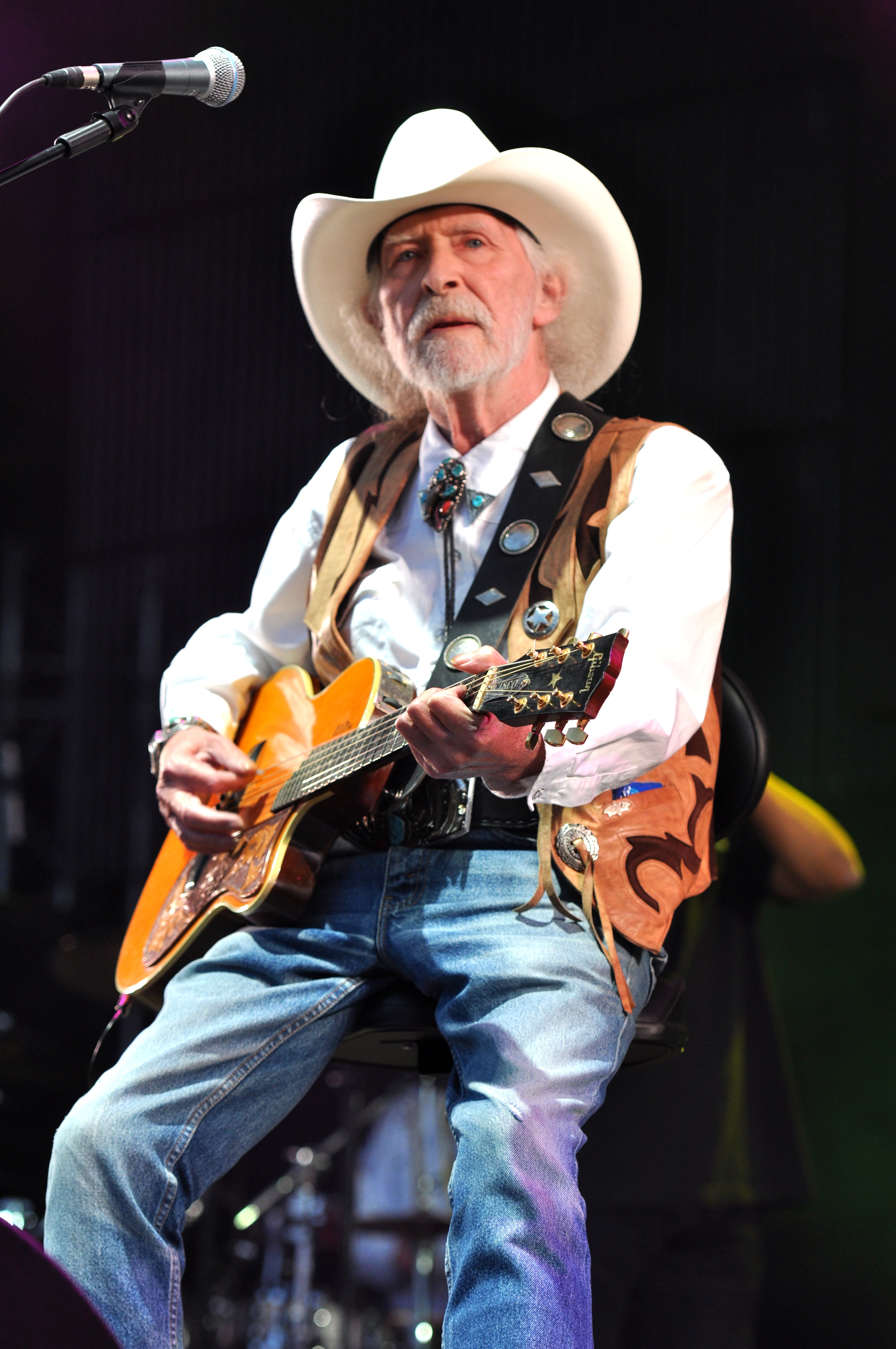
Cisco Berndt (1942–2014)

- Berndt, Conrad (* 1871), deutscher Jurist und Politiker (DDP), MdL
- Berndt, Constanze (* 1972), deutsche Schauspielerin und Erziehungswissenschaftlerin
- Berndt, Cyrill (* 1965), deutscher Schauspieler und Komiker
- Berndt, Denny (* 2004), deutscher Automobilrennfahrer
- Berndt, Dieter (1938–2013), deutscher Verpackungstechniker, Hochschullehrer und Firmengründer
- Berndt, Doug (1949–1995), US-amerikanischer Eiskunstläufer
- Berndt, Emil (1874–1954), deutscher Jurist und Politiker (DNVP), MdR
- Berndt, Erhardt (* 1900), deutscher Agrarwissenschaftler
- Berndt, Ewald (1902–1958), deutscher Politiker (SPD), MdL
- Berndt, Frauke (* 1964), deutsche Germanistin
- Berndt, Fred (1944–2020), deutscher Regisseur und Bühnenbildner
- Berndt, Friedrich (1903–1983), deutscher Architekt und Hochschullehrer
- Berndt, Friedrich August Gottlob (1793–1854), deutscher Mediziner und Hochschullehrer
- Berndt, Gabriele L. (* 1954), deutsche Bildende Künstlerin
- Berndt, Georg (1880–1972), deutscher Physiker, Messtechniker und Hochschullehrer
- Berndt, Gisela, deutsche Sängerin, Songwriterin und Lyrikerin
- Berndt, Guido M. (* 1974), deutscher Historiker mit dem Schwerpunkt Spätantike und Mittelalterliche Geschichte
- Berndt, Günter (* 1932), deutscher evangelischer Theologe
- Berndt, Gustav (1799–1864), deutscher Fechtmeister
- Berndt, Hans († 1589), deutscher Münzmeister
- Berndt, Hans (1913–1988), deutscher Fußballspieler
- Berndt, Hans (1927–2021), deutscher Gastroenterologe, Hochschullehrer und Publizist
- Berndt, Hans-Christoph (* 1956), deutscher Politiker (AfD), MdL, RechtsextremistHans-Christoph Berndt (* 1956)

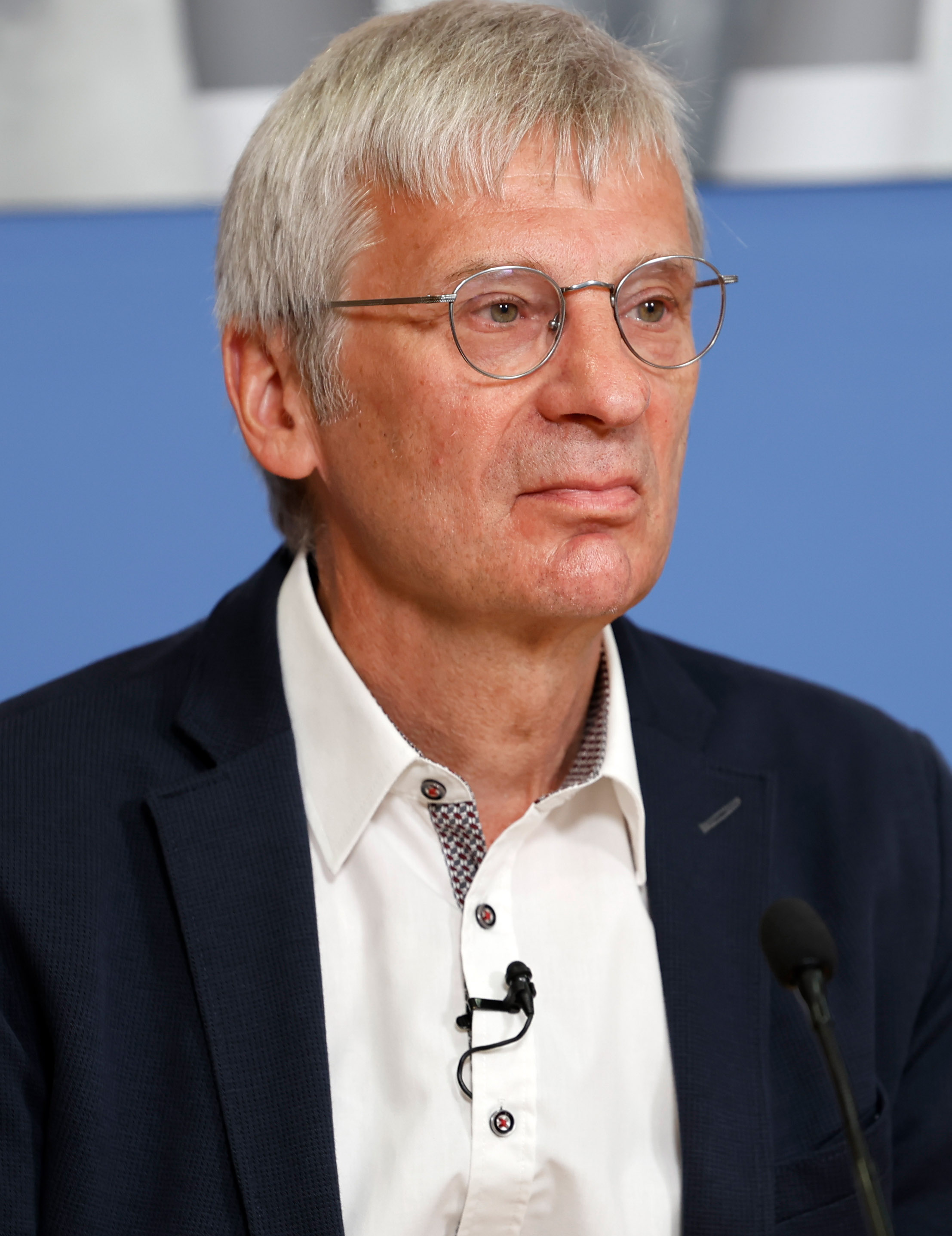
Hans-Christoph Berndt (* 1956)

- Berndt, Heide (1938–2003), deutsche Soziologin
- Berndt, Heidi, deutsche Schauspielerin und Synchronsprecherin
- Berndt, Helmut (1915–1990), deutscher Leichtathlet, Wintersportler und Sportfunktionär
- Berndt, Helmut (1924–2016), deutscher Sonderschullehrer und Erziehungswissenschaftler
- Berndt, Hilde (* 1923), deutsche Schauspielerin und Hörspielsprecherin
- Berndt, Inge (* 1933), deutsche Sportwissenschaftlerin, Hochschullehrerin und Sportfunktionärin
- Berndt, Jaqueline (* 1963), deutsche Japanologin und Kunstwissenschaftlerin
- Berndt, Jens-Peter (* 1963), deutscher Schwimmer
- Berndt, Johann Christoph (1707–1798), deutscher Spiegelmacher, Kupferstecher, Mechanikus und Globenbauer
- Berndt, John (* 1967), US-amerikanischer Musiker, Subkultur-Aktivist, ehemaliger Neoist und Internet-Unternehmer
- Berndt, Jon Christoph (* 1969), deutscher Autor und Keynote Speaker
- Berndt, Jürgen (1933–1993), deutscher Japanologe, Übersetzer und Herausgeber
- Berndt, Karl (1898–1979), deutscher Fußballspieler und -trainer
- Berndt, Karl-Heinz (1923–1993), deutscher Journalist und Schriftsteller
- Berndt, Kim (* 1990), deutsche Handballspielerin
- Berndt, Kurt (1863–1925), deutscher Architekt und Bauunternehmer
- Berndt, Kurt (1928–2020), deutscher Fußballspieler
- Berndt, Luise (* 1983), deutsche Schauspielerin
- Berndt, Marga (1911–2008), deutsche Tänzerin
- Berndt, Moritz (1832–1884), deutscher Lehrer und Autor
- Berndt, Ondřej (* 1988), tschechischer Skirennläufer
- Berndt, Otto (1857–1940), deutscher Maschinenbau-Ingenieur und Hochschullehrer
- Berndt, Otto Josef von (1865–1957), österreichischer Feldmarschalleutnant und Kavallerieoffizier
- Berndt, Paul (1879–1941), deutscher Vizeadmiral
- Berndt, Paul (1932–2011), deutscher Schauspieler
- Berndt, Peter (1937–2021), deutscher Maler, Zeichner und Grafiker
- Berndt, Petra (* 1965), deutsche SchauspielerinPetra Berndt (* 1965)

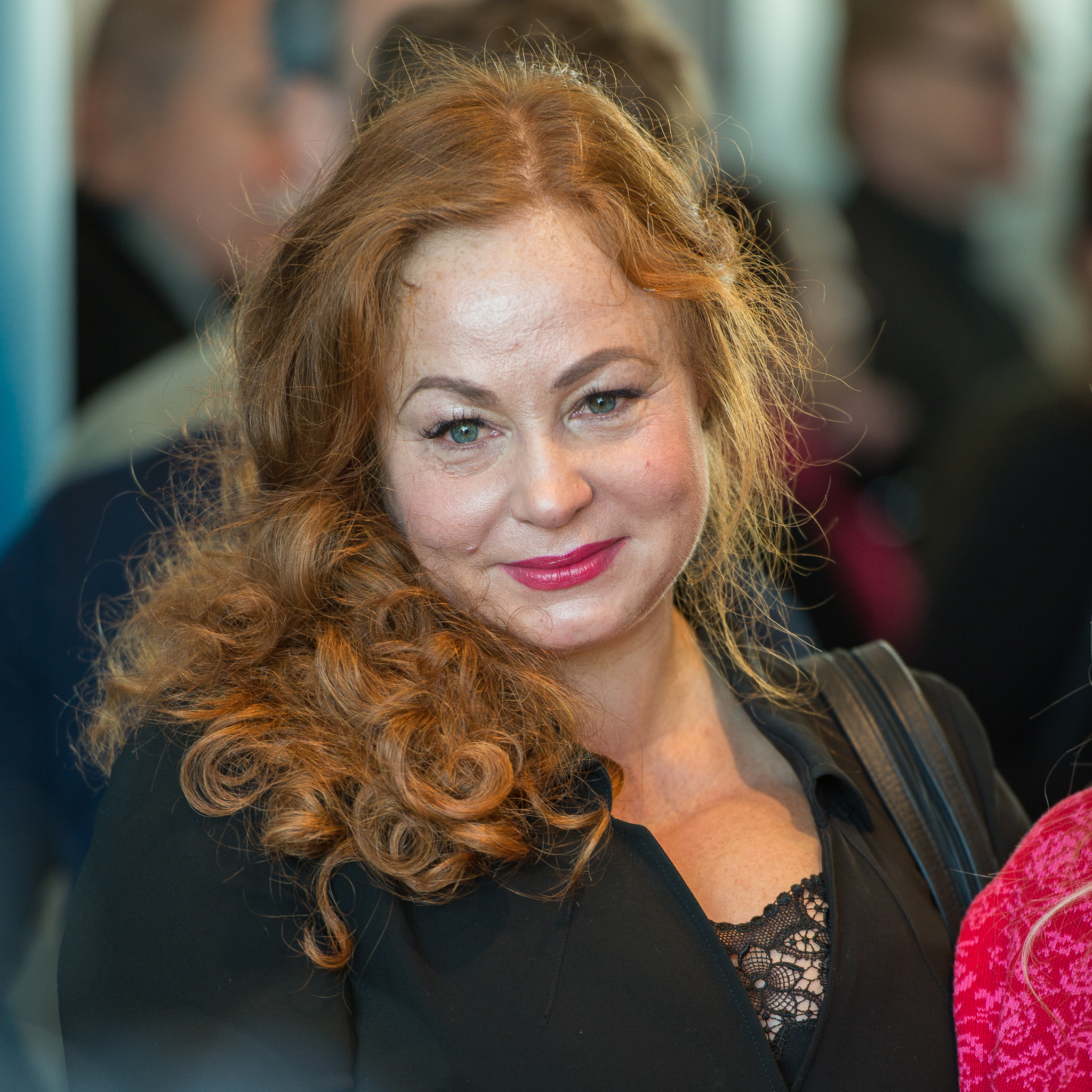
Petra Berndt (* 1965)

- Berndt, Rainer (* 1951), deutscher römisch-katholischer Theologe
- Berndt, Ralph (1947–2020), deutscher Wirtschaftswissenschaftler
- Berndt, Robert (1811–1888), deutscher Politiker
- Berndt, Rolf (1927–1996), deutscher Anglist und Hochschullehrer
- Berndt, Rolf (* 1940), deutscher Mathematiker
- Berndt, Rolf (* 1946), deutscher Politiker (FDP)
- Berndt, Ronald Murray (1916–1990), australischer Anthropologe
- Berndt, Rosl (1903–1996), österreichische Sängerin und Kabarettistin
- Berndt, Roswitha (1936–2021), deutsche Historikerin
- Berndt, Rudolf (1910–1987), deutscher Ornithologe
- Berndt, Rudolph (1838–1919), deutscher Pädagoge und Professor
- Berndt, Siegfried (1880–1946), deutscher Grafiker und Maler
- Berndt, Sigrid, deutsche Handballspielerin
- Berndt, Stephan (* 1961), deutscher Autor
- Berndt, Theodor (1838–1916), deutscher Lehrer und Politiker
- Berndt, Thilo (* 1998), deutscher Sänger und Schauspieler
- Berndt, Timo (* 1967), deutscher Drehbuchautor
- Berndt, Uwe (* 1966), deutscher Radrennfahrer
- Berndt, Walter (1899–1979), US-amerikanischer Comiczeichner
- Berndt, Wayne (* 1954), US-amerikanischer Ordensgeistlicher, römisch-katholischer Bischof von Naha in Japan
- Berndt, Werner (1927–2014), deutscher Fußballtorhüter
- Berndt, Werner (1931–2002), deutscher Schauspieler, Filmregisseur und Hörspielsprecher
- Berndt, Wilhelm (1889–1945), deutscher Arzt, SS-Brigadeführer, Generalmajor der Waffen-SS, Leitender Arzt im SS-Sanitätswesen
- Berndt, Wolfgang (* 1930), deutscher Fußballspieler
- Berndt, Wolfgang (* 1953), deutscher Künstler
- Berndt-Caccivio, Nicole (* 1963), Schweizer Tänzerin, Choreografin und Dozentin für zeitgenössischen Tanz
- Berndt-Elbing, Karl-Heinz (1934–1999), deutscher Maler
- Berndtson, Gunnar (1854–1895), finnischer Maler
- Berndtsson, Bengt (1933–2015), schwedischer Fußballspieler
- Berndtsson, Bo (* 1950), schwedischer Mathematiker